# رائول گریهلوا
رائول گریهَلوا (به اسپانیایی: Raúl Grijalva);‎/rɑːˈuːl ɡrɪˈhælvə/‎؛ زاده ۱۹ فوریه ۱۹۴۸ نمایندهٔ حوزه انتخابیه سوم آریزونا از حزب دموکرات (ایالات متحده آمریکا) در مجلس نمایندگان ایالات متحده آمریکا بود که برای نخستین‌بار در ۱۶ ژانویه ۲۰۰۳ میلادی به‌عضویت این مجلس درآمد.

## درگذشت
در ۲ آوریل ۲۰۲۴، گریهَلوا اعلام کرد که به سرطان نامشخصی مبتلا شده است که در ابتدا به عنوان پنومونی تشخیص داده شد (اما بعداً اعلام کرد که سرطان ریه است) و در حال شروع یک "دوره درمانی شدید" قرار دارد. قبل از تشخیص، گریهَلوا به شدت سیگار می‌کشید. در ۱۳ مارس ۲۰۲۵، گریهَلوا در توسان بر اثر عوارض درمان سرطان در سن ۷۷ سالگی درگذشت.